# 구글 서치위키
서치위키(SearchWiki)는 구글 검색에서 로그인한 사용자에게 검색 결과를 재정렬하고 주석을 달 수 있는 기능이다. 주석문들과 편집된 순서는 그 사용자의 검색에만 반영되나 해당 검색문(search query)에 대한 다른 사용자의 주석문은 볼 수 있다. 서치위키 기능은 2008년 11월 20일부터 제공되어 2010년 3월 중단되었다.

## 참조
1. ↑  Google Blog (3Mar2010). “Stars Make Search More Personal”. 2010년 3월 14일에 확인함.